# Barberstown Castle
Barberstown Castle er en borg opført i 1288 i Straffan, County Kildare, Irland, omkring 25 km vest for Dublin.
Bygningen har siden 1971 været drevet som et hotel. Den er omkranset af omkring 8,1 ha. park. I 1996 vist en renovering, at en tidligere uopdaget tunnel forbandt borgen med kirken i Straffan, og man mener at den har været blevet brugt under Penal Laws.